# Macy's
Macy's är en amerikansk varuhuskedja som grundades i Haverhill i Massachusetts år 1851.  
[källa behövs]
Flaggskeppet är varuhuset i New York, vilket hör till  världens största varuhus.
Macy's i New York öppnades 1902 och sträcker sig över ett helt kvarter vid Herald Square med sina 11 våningar. Varuhuset består av två olika byggnader.
Macy's säljer bland annat kläder, skor, elektronik, möbler och kosmetika. De har också caféer och restauranger där.